# 洛扎克
洛扎克（法語：Lauzach，法語發音：[lozak]）是法国莫尔比昂省的一个市镇，属于瓦讷区。

## 地理
洛扎克（47°36'53"N, 2°32'41"W）面积10.76 平方千米，位于法国布列塔尼大區莫尔比昂省，该省份为法国西北部沿海省份，位于布列塔尼半岛南部，北起阿摩尔滨海省、西接菲尼斯泰尔省，南濒大西洋，东南接大西洋卢瓦尔省，东临伊勒-维莱讷省。
与洛扎克接壤的市镇（或旧市镇、城区）包括：贝里克、努瓦亚勒-米济亚克、昂邦、叙聚尔、拉特里尼泰叙聚尔、叙尔尼亚克、泰克斯-努瓦亚洛。

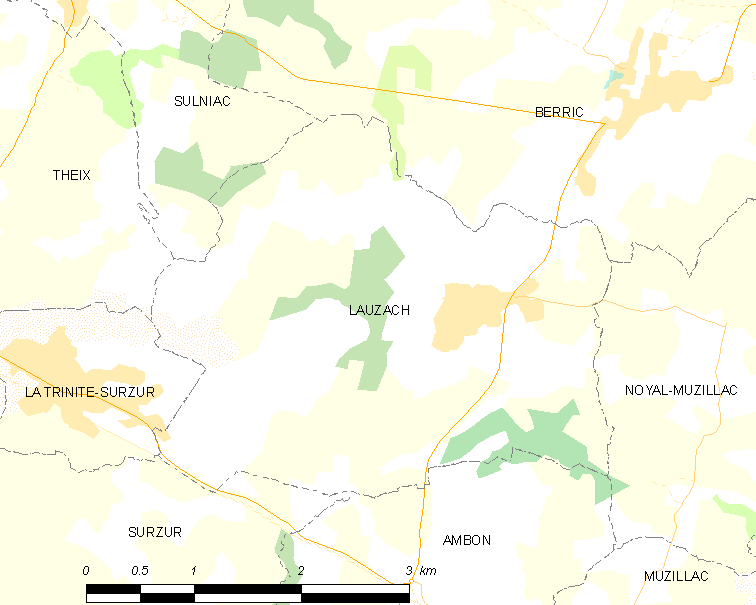
洛扎克的OSM定位图

洛扎克的时区为UTC+01:00、UTC+02:00（夏令时）。

## 行政
洛扎克的邮政编码为56190，INSEE市镇编码为56109。

## 政治
洛扎克所属的省级选区为凯斯唐贝尔县。

## 人口

1962-2008年间洛扎克人口变化图示

洛扎克于2022年1月1日时的人口数量为1237人。